# Port lotniczy Desroches
Port lotniczy Desroches (IATA: DES, ICAO: FSDR) – port lotniczy położony na wyspie Desroches (Seszele).

## Linie lotnicze i połączenia
| Linia Lotnicza | Kierunek          |
| -------------- | ----------------- |
| Air Seychelles | Czartery: 1. Mahé |